# Lyckå slott
Lyckå slott är en borgruin belägen söder om Lyckeby i Blekinge. Slottet uppfördes i mitten av 1500-talet av den danske adelsmannen Ebbe Knudsen Ulfelt, som skydd åt den närliggande handelsstaden Lyckå. Under nordiska sjuårskriget belägrades och intogs slottet av svenska trupper, men återtogs av danskarna strax därefter. När Lyckå stad förlorade sina stadsrättigheter år 1600 raserades borgen. De återstående murarna frilades 1938–1940, då även arkeologiska undersökningar genomfördes. 